# Tanque d'Arca
Tanque d'Arca es un municipio brasileño del estado de Alagoas. Según el censo del IBGE del año 2010, la población era de 6122 habitantes.